# Paya Teungoh
Paya Teungoh is een bestuurslaag in het regentschap Aceh Utara van de provincie Atjeh, Indonesië. Paya Teungoh telt 636 inwoners (volkstelling 2010).